# Cartographie de la végétation

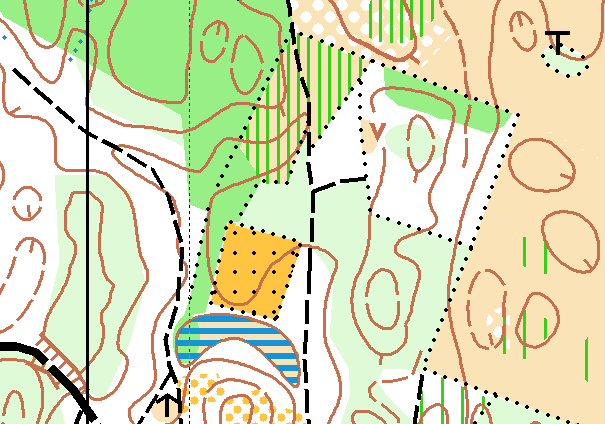
Exemple de symboles décrivant le relief et la végétation

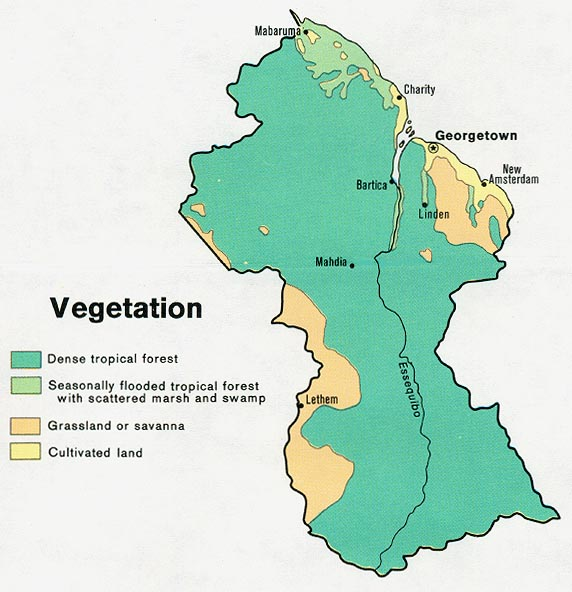
Carte très grossière des grands types de végétation au Guyana

Paléovégétation : Carte de la végétation au dernier maximum glaciaire

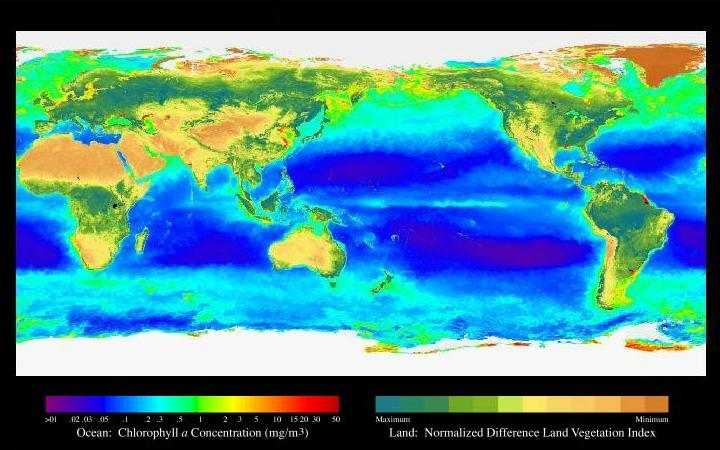
L'imagerie satellitaire permet des cartes présentant un taux de végétalisation et un indice de présence chlorophyllienne dans les océans

De nombreux systèmes de cartographie de la végétation ont été développés depuis l'antiquité, de plus en plus fins et précis depuis l'apparition de la phytosociologie. 

## Trois grandes approches
On distingue généralement maintenant :
- les cartes de végétation potentielle (la végétation herbacée, buissonnante et arborée supposée être présente en l'absence d'activité humaine).
C'est Reinhold Tuexen (1899 - 1980), cofondateur et directeur de l'Institut fédéral allemand de cartographie de la végétation qui a fondé ce concept en Europe, suivi du Pr Jean-Marie Géhu en France (Fondateur du Centre régional de phytosociologie de Bailleul, devenu Conservatoire botanique national).

- Les cartes de végétation existantes.
Elles sont faites à partir de l'analyse d'images satellitaires, aériennes et de relevés de terrain, avec par exemple un classement sur la base d'une analyse phytosociologique.
Certaines cartes s'attachent à intégrer un niveau de qualité (arbres malades, défoliés, type de structure ou d'aménagement pour les forêts.

- Les cartes de paléovégétation.
Elles cherchent à reconstituer les végétations antérieures des siècles à milliers d'années en arrière, pour étudier par exemple l'impact des changements climatiques, via les fossiles et pollens conservés dans les tourbes.

Ces trois approches peuvent être développées à différentes échelles de territoire.
En Europe les codes de couleur de Corine Land Cover et plusieurs systèmes nationaux coexistent, mais tendent à être standardisés. 
Le degré de précision varie selon l'objectif du cartographe, les données dont il dispose et l'échelle traitée.

## Usages

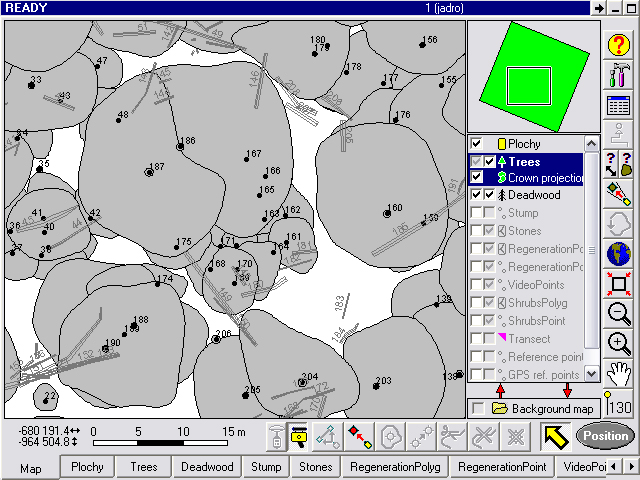
Exemple de cartographie de la canopée.

Ces cartes sont utilisées pour les études initiales, les études d'impact, l'établissement de mesures conservatoires ou restauratoires, les évaluations environnementales, profil environnementaux locaux, les études sur les impacts du changement climatique, etc.
Pour le sylviculteur, elles peuvent être associées à des études de stations pour une gestion forestière durable ou l'établissement d'un PSG (Plan simple de gestion).

## Méthodes
La cartographie de la végétation est souvent effectuée par des outils électroniques (laser télémètre, GPS). Des systèmes informatiques permettent la cartographie des arbres, bois mort, transects, canopée etc. 

Ces cartes sont aussi utilisées pour la cartographie des corridors biologiques.

## En France
Dans l'histoire de la cartographie de la végétation française, Charles Flahault et Henri Gaussen font figure de précurseurs des cartes phytogéographiques.